# Pitirim Sorokin
Pitirim Aleksandrovitj Sorokin, född 21 januari 1889, död 11 februari 1968, var en ryskfödd amerikansk sociolog. 

## Verk
Sorokin byggde upp och kom också att leda den sociologiska avdelningen vid Harvard University, och lade med sin teori om funktionell integration grunden för utvecklingen av strukturfunktionalismen. Hans teoretiska bidrag om social mobilitet har varit helt grundläggande för modern mobilitetsforskning. Många av de begrepp som idag används inom denna forskning härstammar från Sorokins arbeten. Social mobilitet förstås i sociologiska sammanhang som förflyttning mellan positioner inom ett socialt system. Denna kan ske mellan likvädriga positioner (horisontellt) eller mellan sociala skikt (vertikalt) inom det sociala systemet. Till skillnad från andra samtida forskare var Sorokin intresserad av gruppers mobilitet, inte individers, och hur gruppernas mobilitet kunde spåras tillbaka till historiska, kulturella, religiösa och socioekonomiska ramvillkor för de sociala system som grupperna befann sig inom.

## Teoribildning
Sorokin menade att meningsfulla interaktioner mellan människor var grunden för sociala gruppers existens och kontakt med andra grupper. En sådan interaktion består av tre olika delar:
- de som utför interaktionen (subjekten)
- de uppfattningar, värden och normer som interaktionen bygger på och som främjar/hämmar interaktionen
- de explicita handlingar och materiella bärare som gör att uppfattningarna, värdena och normerna objektiveras och socialiseras.

De meningsfulla interaktionerna äger rum inom tre olika - men ömsesidigt beroende - system:
- det kulturella systemet
- det sociala systemet
- personlighetssystemet

Dessa system är funktionella eftersom de bidrar till gruppens integration och upprätthållande. Denna systemuppdelning och systemperspektivet användes senare av Talcott Parsons och Edward A. Shils.
Sorokins teorier om social mobilitet på gruppnivå och gruppers funktionella integration försköt den amerikanska sociologins fokus från individuella handlingar till objektiva sociala system.